# Matthäuskirche (Bockwa)

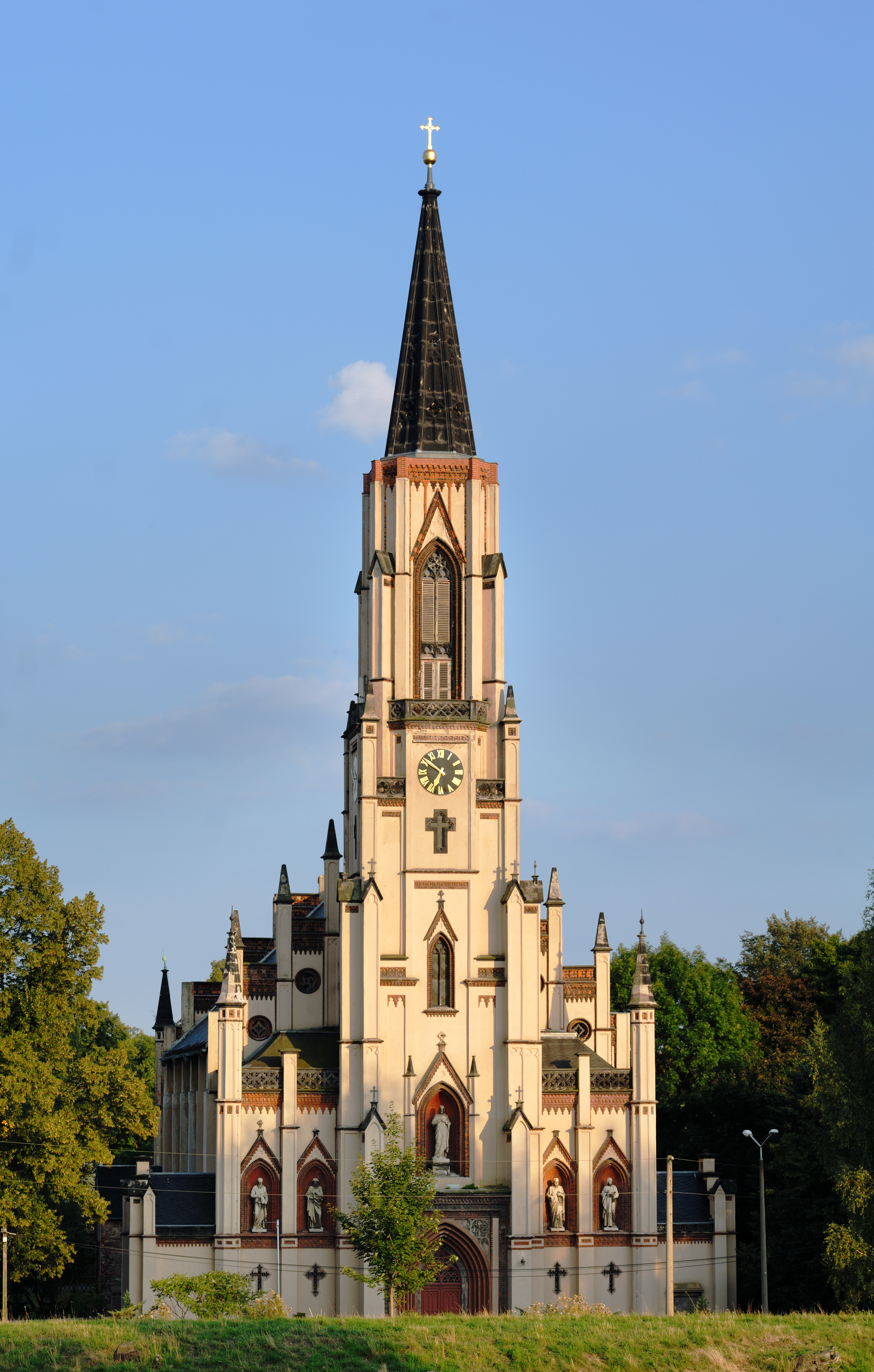
Matthäuskirche (2008)

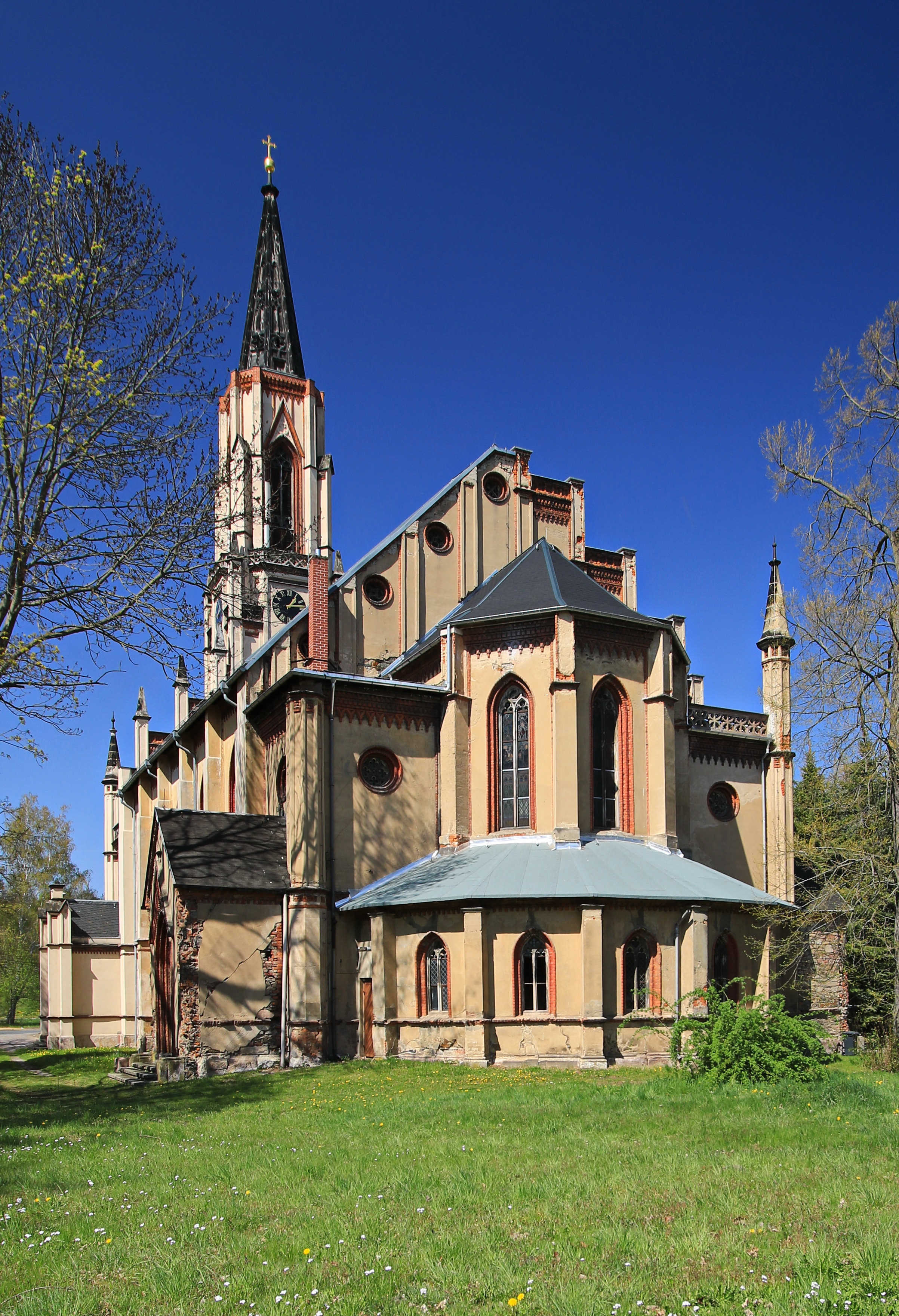
Ostgiebel des Schiffs, angeschnitten durch Photovoltaikanlage

Die Matthäuskirche ist eine evangelisch-lutherische Kirche im Zwickauer Stadtteil Bockwa.

## Geschichte und Ausstattung
Die Kirche entstand an der Stelle eines aus dem Jahr 1511 stammenden Vorgängerbaus. Sie wurde von 1853 bis 1856 im neugotischen Stil erbaut und im November 1856 eingeweiht.
Es handelt sich um eine Hallenkirche mit Westturm, deren Entwurf von Ratsbaumeister Carl August Schramm aus Zittau stammte. Die Kanzel und die Holzschnitzarbeiten wurden von den Gebrüdern Junghänel aus Schneeberg gefertigt. Das Altargemälde fertigte der Zwickauer Maler Mittenzwei. Der Taufstein von 1836 wurde aus der Vorgängerkirche übernommen. Im Jahr 1916 musste unter dem Netzgewölbe eine Holzzwischendecke eingebaut werden und das Gewölbe wurde durch Holzverbau gesichert.
Infolge des Steinkohlenbergbaus ist die Kirche um 9,80 m abgesunken. Sie musste infolgedessen mehrfach jahrelang gesperrt werden. Hochwässer im 19. und 20. Jahrhundert haben ebenfalls ihre Spuren hinterlassen. Insbesondere seit 1990 ist in die Sanierung der Kirche investiert worden. Sie erhielt 2002 die größte Photovoltaikanlage, die sich in Deutschland auf einem Kirchendach befindet. Dabei wurden die Fialen sowie die ursprüngliche Form des Staffelgiebels an der Ostseite des Kirchendachs zerstört.
Die Matthäuskirche ist heute eine von vier Gemeindekirchen der Stadtkirchgemeinde Zwickau im Kirchenbezirk Zwickau der Evangelisch-Lutherischen Landeskirche Sachsen.

### Orgel
Bei ihrer Fertigstellung 1857 erhielt der Kirchenbau eine Orgel mit 29 Registern auf zwei Manualen und Pedal von Carl Gottlieb Jehmlich und Sohn in Zwickau. 1885 erfolgte eine Umdisponierung durch Richard Kreutzbach, 2008 eine weitere Restaurierung und Erweiterung um zwei Register durch Christian Reinhold aus Bernsdorf. Das Werk besitzt seither die folgende Disposition:

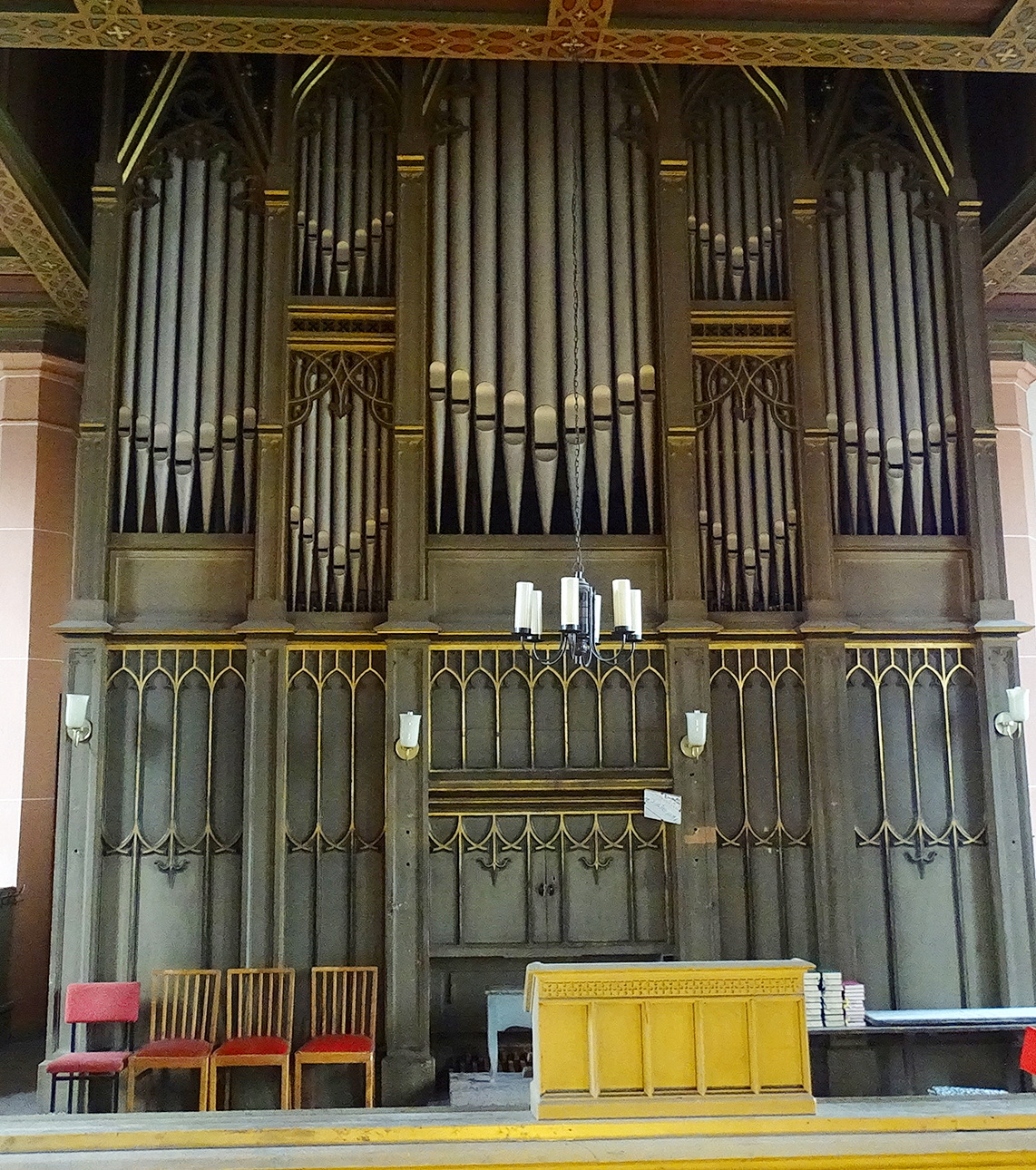
Orgel

| I. Hauptwerk C–f3 |                |        |
| 01.               | Principal      | 16′    |
| 02.               | Großoctave     | 08′    |
| 03.               | Rohrflöte      | 08′    |
| 04.               | Gemshorn       | 08′    |
| 05.               | Gamba          | 08′    |
| 06.               | Dolce          | 08′    |
| 07.               | Flöte          | 08′    |
| 08.               | Octave         | 04’    |
| 09.               | Spitzflöte     | 04’    |
| 10.               | Salicet        | 04’    |
| 11.               | Quinte         | 02 ⁄3’ |
| 12.               | Octave         | 02’    |
| 13.               | Cornett III–IV |        |
| 14.               | Mixtur IV      |        |
| 15.               | Trompete       | 08’    |

| II. Oberwerk C–f3 |            |        |
| 16.               | Principal  | 8′     |
| 17.               | Gedackt    | 8′     |
| 18.               | Quintatön  | 8′     |
| 19.               | Salicional | 8′     |
| 20.               | Octave     | 4′     |
| 21.               | Rohrflöte  | 4′     |
| 22.               | Nasat      | 2 ⁄3‘  |
| 23.               | Octave     | 2′     |
| 24.               | Mixtur III |        |
| 25.               | Terz       | 1 3⁄5‘ |

| Pedal C–d1 |               |     |
| 26.        | Principalbass | 16′ |
| 27.        | Subbass       | 16′ |
| 28.        | Violonbass    | 08’ |
| 29.        | Choralbaß     | 04’ |

- Koppeln: II/I, I/P